# Theodor Eicke
Theodor Eicke (ur. 17 października 1892 w Hampont, zm. 26 lutego 1943 w ZSRR) – SS-Obergruppenführer, współtwórca systemu niemieckich obozów koncentracyjnych, twórca oddziałów SS-Totenkopfverbände oraz Inspektoratu Obozów Koncentracyjnych. Zbrodniarz wojenny.

## Życiorys
Theodor Eicke urodził się w miasteczku Hampont w niemieckiej wówczas Lotaryngii, w którym jego ojciec pełnił funkcję naczelnika stacji kolejowej. Młody Theodor ukończył tam szkołę ludową i rozpoczął naukę w gimnazjum. Nie szła mu jednak ona najlepiej, więc w 1909 roku rzucił szkołę, by w wieku 17 lat zaciągnąć się w szeregi kajzerowskiej armii.
Wojskowa kariera Eickego na stanowisku pisarza kompanijnego i płatnika nie wyróżniała się niczym szczególnym. Za udział w I wojnie światowej (jako płatnik w 3 i 22 pułku piechoty) uzyskał jednak Żelazny Krzyż II klasy.
Po przegranej wojnie Eicke opuścił szeregi armii, lecz przez długi czas nie mógł się odnaleźć w cywilnym życiu. Sfrustrowany klęską i biedą, niemal od razu zapałał nienawiścią do „zdradzieckiej” Republiki Weimarskiej. Szybko wyczerpały się jego niewielkie oszczędności, a rodzina żony odmówiła dalszego wsparcia. Próbował zostać policjantem, lecz kilkukrotnie zatrudniony w różnych miastach szybko tracił pracę. Powodem była nieskrywana nienawiść do Republiki i udział w antyrządowych manifestacjach. Ostatecznie w styczniu 1923 roku został zatrudniony w zakładach IG Farben w Ludwigshafen, początkowo jako sprzedawca, a następnie strażnik. Na tym stanowisku Eicke pracował aż do 1932 roku.
Radykalne poglądy Eickego, nienawiść do Republiki Weimarskiej i frustracja niską jakością życia zbliżyły go do ruchu narodowosocjalistycznego. W 1928 roku Eicke wstąpił do NSDAP (nr identyfikacyjny 114901) stając się jednocześnie członkiem SA. Decydujące dla jego dalszej kariery stało się jednak członkostwo w SS nabyte 20 sierpnia 1930 roku (nr identyfikacyjny 2921).
Kariera Eickego w SS przebiegała w błyskawicznym tempie, gdyż jego energia, oddanie i niebywałe zdolności organizacyjne zwróciły nań uwagę Heinricha Himmlera. Już w listopadzie 1931 r. Eicke uzyskał awans do stopnia SS-Standartenführera i stanowisko dowódcy 10. pułku SS w Nadrenii-Palatynacie.
Służba w „Sztafetach Ochronnych” sprowadziła jednak na Eickego wiele kłopotów. Najpierw z powodu zaniedbywania obowiązków zwolniono go z pracy w zakładach I.G. Farben. W marcu 1932 roku natomiast został aresztowany przez policję i skazany na dwa lata więzienia za nielegalne posiadanie materiałów wybuchowych i przygotowywanie serii zamachów terrorystycznych oraz zabójstw politycznych w Bawarii. Interwencja sprzyjającego nazistom bawarskiego ministra sprawiedliwości doprowadziła jednak do odroczenia wykonania wyroku, a Eicke na rozkaz Himmlera opuścił Niemcy i uciekł do faszystowskich Włoch. Pozostawał tam aż do momentu przejęcia władzy przez Hitlera.
Po powrocie do Niemiec kariera Eickego omal nie została definitywnie przerwana. Od 1931 r. znajdował się on bowiem w bardzo ostrym konflikcie z gauleiterem Nadrenii-Palatynatu Josefem Bürckelem. Personalny spór doszedł do takiego stopnia, że 10 marca 1933 r. Eicke zorganizował pucz przeciw Bürckelowi. Jego wierni SS-mani zajęli szturmem siedzibę NSDAP w Ludwigshafen i zamknęli gauleitera w schowku ze szczotkami. Bürckela uwolniła dopiero interwencja policji porządkowej. Rozwścieczony wyczynami Eickego Himmler nakazał usunąć go z szeregów SS i zamknąć bezterminowo w szpitalu psychiatrycznym.
Wydawało się, że kariera Eickego jest już zakończona, jednak z pomocą zaprzyjaźnionego lekarza zdołał przekonać Reichsfürera SS, że wypadki w Ludwigshafen były jednorazowym wyskokiem, który więcej się nie powtórzy. Udobruchany Himmler przywrócił Eickego w szeregi SS i mianował go komendantem nowo utworzonego obozu koncentracyjnego w Dachau.
Eicke wykazywał się na tym stanowisku nieludzkim stosunkiem do więźniów, a zwłaszcza Żydów. Jako komendant pierwszego hitlerowskiego kacetu Eicke położył podwaliny pod kształt przyszłego systemu obozów koncentracyjnych. To on opracował zbiory podstawowych zasad obozowych – nieludzki regulamin, system kar, kodeks postępowania strażników, zasady administrowania obozem – przyjęte później w innych kacetach. To on zainicjował indoktrynację strażników w duchu nieubłaganej pogardy i nienawiści do więźniów.
Osiągnięcia Eickego obejmują przekształcenie Dachau we wzorcowe w rozumieniu hitlerowców miejsce kary dla przeciwników reżimu, aresztowanych podczas „Nocy długich noży”. Eicke odegrał znaczącą rolę w aresztowaniu bawarskiej czołówki SA, a następnie osobiście, z pomocą swojego adiutanta SS-Sturmbannführera Michaela Lipperta w celi więzienia Stadelheim w Monachium dokonał egzekucji Ernsta Röhma. Cztery dni po tym zabójstwie spotkała go nagroda – awans do stopnia SS-Gruppenführera i stanowisko Inspektora Obozów Koncentracyjnych i Dowódcy Oddziałów Wartowniczych.
Do roku 1939 Eicke przeprowadził reorganizację niemieckich obozów, likwidując wszystkie mniejsze i pozostawiając jedynie Dachau, Sachsenhausen, Buchenwald oraz Ravensbrück. Rozkazał wybudować także pierwszy obóz koncentracyjny w Austrii (Mauthausen w 1938). Ujednolicił organizację wszystkich obozów, określając Dachau jako obóz wzorcowy. Działania te spowodowały, iż cały system obozów koncentracyjnych nabrał dla III Rzeszy ogromnego gospodarczego znaczenia przez bezlitosną eksploatację niewolniczej pracy więźniów. Strażnicy gorliwie przyswoili sobie wprowadzone przez Eickego zasady traktowania więźniów, zmieniając ich obozowe życie w piekło. Po wojnie Rudolf Höss zeznał, iż za zbrodniczy sposób traktowania więźniów w pełni odpowiadał Theodor Eicke. Pod jego rządami śmiertelność w kacetach wzrosła do tego stopnia, że niemieckie Ministerstwo Sprawiedliwości wszczęło oficjalne dochodzenie w tej sprawie.
Jednocześnie Eicke coraz większą uwagę zaczął poświęcać oddziałom wartowniczym – tzw. „Trupim Główkom” (SS „Totenkopfverbände”). Rychło opanowała go idea, by uczynić z nich najbardziej elitarną część SS. Wykorzystując swe wpływy na szczytach SS rozpoczął intensywną rekrutację do SS „Totenkopfverbände” i skuteczne wysiłki na rzecz zdobycia dla nich jak najlepszego wyposażenia. Objął również osobistą pieczę nad szkoleniem rekrutów starając się uczynić z nich nie tylko najbardziej elitarną, ale też najbardziej fanatyczną formację w SS. Jego wysiłki przyniosły sukces i we wrześniu 1939 r. SS „Totenkopfverbände” liczyły już ok. 24 tys. ludzi, zorganizowanych w trzy pułki.
Sam Eicke, mimo że zaszedł wysoko w nazistowskiej hierarchii, nie był zbyt lubiany na szczytach władzy. Jego konfliktowy charakter, podejrzliwość, olbrzymie ambicje i przeczulenie na punkcie swej niezależności przysporzyły mu wielu wrogów, z których najsilniejszym był szef SD Reinhard Heydrich. Prości SS-mani natomiast szanowali go i bali się jak ognia jednocześnie.

### II wojna światowa
We wrześniu 1939 roku, Eicke pełnił funkcję Wyższego Dowódcy SS i Policji na terenach zajętych w Polsce przez 8 i 10 Armię (Wielkopolska, łódzkie). Marsz jego trzech pułków „Trupich Główek” za czołówkami Wehrmachtu znaczyły tysiące ofiar – polskich intelektualistów, arystokratów, księży i Żydów. Oddziały „Trupich Główek” wzięły też udział w masakrze w Bydgoszczy i masowych mordach na Pomorzu.
Hitler w ramach przygotowań do inwazji na zachodnią Europę wydał w październiku 1939 r. zgodę na stworzenie trzech dywizji polowych SS, mających tworzyć rdzeń tzw. Waffen-SS. Jedną z nich stała się złożona z „Trupich Główek” 3 Dywizja SS „Totenkopf”, której zorganizowanie i dowodzenie powierzono Eickemu.
Eicke z niezwykłą energią przystąpił do tworzenia nowej dywizji. Osobiście nadzorował morderczy trening i bezustanną indoktrynację, jakiej poddawano rekrutów, toteż pisze się, że „Totenkopf” była jego osobistym dziełem. Z wielkim zaangażowaniem pracował również nad zaopatrzeniem Dywizji „Totenkopf” w ciężki sprzęt i środki transportu. Wykorzystywał w tym celu swoje rozliczne znajomości i upór, dzięki którym stopniowo uzyskiwał wszystko co potrzebował od niechętnego mu Wehrmachtu lub konkurencyjnych instytucji SS. Często stosował też niekonwencjonalne metody, nakazując na przykład swym ludziom kradzież sprzętu z cudzych magazynów. Gdy jednak zachodziła potrzeba, potrafił być ujmujący i przekonać do siebie i swej dywizji niechętnych SS oficerów Wehrmachtu, choćby feldmarszałków Maximiliana von Weichsa i Ericha von Mansteina (ten ostatni określał Eickego jako „dzielnego człowieka”).
W maju 1940 r. Eicke poprowadził Dywizję „Totenkopf” do walki na froncie zachodnim. Początkowo pozostawała ona w rezerwie, jednak w połowie maja weszła w skład XV Korpusu Pancernego Hotha. Dywizja walczyła we Flandrii (z oddziałami Brytyjskiego Korpusu Ekspedycyjnego), a następnie w Szampanii, wszędzie wykazując się zaciętością w boju. Agresywna taktyka uderzeń czołowych stosowana przez Eickego przyniosła jej jednak spore straty, sięgające 10% stanu. Szlak bojowy dywizji znaczyły również liczne mordy na angielskich i francuskich jeńcach wojennych, m.in. w Le Paradis, L’Arbresle, Lentilly.
Po kilku miesiącach spędzonych na służbie okupacyjnej we Francji, Dywizja „Totenkopf” została przerzucona na wschód by wziąć udział w operacji „Barbarossa”. Również i w Związku Radzieckim wizytówkami Dywizji „Totenkopf” stały się zarówno nieustępliwość w boju, jak i okrucieństwo wobec jeńców i ludności cywilnej.
6 lipca, zaledwie dwa tygodnie po rozpoczęciu operacji „Barbarossa”, Eicke został ranny, gdy jego samochód wjechał na minę. Na kilka miesięcy opuścił dywizję. Wrócił dopiero we wrześniu 1941 r. i dowodził nią podczas starć między jeziorami Ilmen i Seliger, a następnie w ciężkich walkach podczas radzieckiej kontrofensywy zimowej i oblężenia Demiańska. Po ich zakończeniu Eicke wymógł na przełożonych wycofanie dywizji z frontu wschodniego i jej odtworzenie.
Odbudowana we Francji dywizja „Totenkopf” została przekształcona w dywizję pancerną SS i włączona w skład elitarnego I Korpusu Pancernego SS. Gdy po klęsce pod Stalingradem załamał się niemiecki front w południowej Rosji, korpus, a wraz z nim dywizja „Totenkopf”, zostały przerzucone pod Charków i odegrały decydującą rolę w zwycięskiej kontrofensywie, która przyniosła Niemcom ustabilizowanie sytuacji. Była to dla Eickego ostatnia bitwa. 26 lutego 1943 roku samolot łącznikowy Fieseler Fi 156 Storch, którym leciał w celu zlokalizowania pułku pancernego (sztab główny utracił z nim kontakt radiowy) został zestrzelony przez radziecką piechotę w pobliżu wsi Artiełnoje. SS-Obergruppenführer zginął na miejscu. 1 marca 1943 roku informacja o śmierci Eickego została podana publicznie, Hitler w peanie na cześć człowieka, który w tak wyjątkowy i jedyny w swoim rodzaju sposób służył Rzeszy, ogłosił, że 6 pułk grenadierów pancernych, dla uhonorowania zmarłego założyciela i dowódcy dywizji „Totenkopf”, otrzymał imię „Theodora Eickego”.